# Krzyż św. Nino
Krzyż św. Nino – charakterystyczny krzyż o opadających ramionach, związany z działalnością ewangelizacyjną św. Nino, uważanej za Oświecicielkę Gruzji. Według tradycji, święta miała widzenie, w którym Matka Boska wezwała ją do misji chrystianizacyjnej w Iberii (dzisiejsza Gruzja). W ręce otrzymała krzyż spleciony z gałązek winorośli, związany jej własnymi włosami, który miał ją chronić w niebezpiecznej drodze.
Krzyż jest jednym z symboli Gruzińskiego Kościóła Prawosławnego.

## Kult św. Nino
Św. Nino, przybyła do Gruzji ok. 319 roku n.e. Przypisywano jej uzdrowienia, m.in. królowej Nanie – żonie króla Miriana III. Władca, poruszony cudami i osobistym doświadczeniem, w którym modlitwa pomogła mu odnaleźć drogę podczas polowania, przyjął chrześcijaństwo. Na prośbę świętej, w Mcchecie – ówczesnej stolicy – rozpoczęto budowę kościoła, gdzie wkrótce ustawiono krzyż z winorośli. Na jego miejscu powstał później kościół Sweti Cchoweli, a na wzgórzu ponad nim – monastyr Dżwari (VI w.).

## Relikwia krzyża współcześnie
Według gruzińskich źródeł, krzyż św. Nino przez wieki był przechowywany w różnych miejscach – m.in. w katedrze Sweti Cchoweli, w klasztorach Armenii, a w okresie wojen i najazdów – w górach. W XVII w. trafił do Moskwy, skąd w 1802 r. został zwrócony Gruzji przez cara Aleksandra I.
Współcześnie przechowywany jest w soborze Sioni w Tbilisi. Krzyż znajduje się w srebrnej szkatułce z pocz. XVIII w., ozdobionej scenami z życia św. Nino i inskrypcją: „Bogurodzica przekazała krzyż winnej latorośli Nino...”.